# Isabelle Debré
Pour les articles homonymes, voir Le Poittevin.
Isabelle Debré, née Isabelle Le Poittevin de La Croix-Vaubois le 23 mai 1957 à Lisieux, est une femme politique française.
Membre des Républicains, elle est vice-présidente du conseil départemental des Hauts-de-Seine de 2015 à 2021. Elle est sénatrice des Hauts-de-Seine de 2004 à 2017 et vice-présidente du Sénat de 2014 à 2017.

## Biographie

### Famille
Isabelle Marie Bernard Le Poittevin de La Croix-Vaubois naît le 23 mai 1957 à Lisieux du mariage de Bernard Le Poittevin de La Croix-Vaubois, publicitaire, et de Marie-Paule Flichy, kinésithérapeute.
De son premier mariage en 1976 avec Claude Balleyguier, ancien élève de l'École polytechnique (promotion 1971), est née une fille. Divorcée, elle épouse en secondes noces le 16 février 1989 Vincent Debré, fils de Michel Debré et frère de François Debré, Bernard Debré et Jean-Louis Debré.

### Carrière professionnelle
Elle commence sa carrière professionnelle comme free lance dans la publicité de 1977 à 1987 avant d'être la gérante d'une agence de production publicitaire de 1987 à 1993.

### Carrière politique

#### Élue
En 1995, elle est élue conseillère municipale à Vanves dans les Hauts-de-Seine puis premier adjoint au maire en 2001, poste qu'elle conserve jusqu'à sa démission après son élection au conseil départemental des Hauts-de-Seine dans le canton de Clamart en mars 2015.
Elle est élue conseillère régionale d’Île-de-France le 28 mars 2004, mais démissionne de ce mandat afin de se conformer à la loi sur le cumul des mandats après son élection au Sénat le 26 septembre 2004 où elle siège au sein du groupe UMP. Elle est vice-présidente de la commission des affaires sociales du Sénat en 2008 et vice-présidente de la commission sénatoriale pour le contrôle de l'application des lois du Sénat en 2011.
Elle est élue vice-présidente du Sénat en 2014. Elle quitte le Sénat en septembre 2017, 14 voix lui ayant manqué pour être réélue. Elle est à l'origine de la proposition de loi visant à autoriser le cumul de l'allocation de solidarité aux personnes âgées avec des revenus professionnels, adoptée par le Sénat le 31 janvier 2013. Elle dépose, le 9 septembre 2015, une proposition de loi relative au financement des dépenses électorales. Le 25 janvier 2017 plus de 130 de ses collègues cosignent sa proposition de loi tendant à renforcer les sanctions pénales encourues en cas d'omission de porter secours et d'entrave à la saisine de la justice lorsque la victime est âgée de mois de quinze ans.

#### Au sein du RPR puis de l'UMP et des Républicains
Au sein du RPR, de 1999 à 2002, Isabelle Debré est secrétaire nationale, chargée de l'action humanitaire et des droits de l'homme, et membre de la commission exécutive nationale. De 2006 à 2008, elle est secrétaire nationale, chargée des relations avec les groupes parlementaires. En 2008, elle est nommée conseiller exécutif de l'UMP.
Elle est déléguée de la 10e circonscription Les Républicains des Hauts-de-Seine (Issy-les-Moulineaux, Vanves, Meudon, Boulogne-Billancourt), membre de la commission nationale d'investiture et du bureau politique des Républicains jusqu'en 2017.

### Travaux et autres mandats
Auteur d'un rapport sur l'application de la loi Handicap de 2005, Isabelle Debré a pris part aux travaux de plusieurs missions d'information portant sur la réforme de la formation professionnelle (2007) et sur la lutte contre les exclusions et la pauvreté (2008). Elle a participé aux réflexions du groupe de travail constitué par Martin Hirsch, Haut Commissaire aux solidarité actives contre la pauvreté, dans le cadre du « Grenelle de l'insertion » (2008). Elle a été nommée le 18 décembre 2009 par François Fillon, alors Premier ministre, parlementaire en mission auprès de Michèle Alliot-Marie, Garde des Sceaux, ministre de la Justice,  « pour établir un rapport sur les mineurs étrangers isolés vivant sur le territoire français », qu'elle remettra en mai 2010.
Elle a été membre :
- du Conseil d'orientation de la participation, de l'intéressement, de l'épargne salariale et de l'actionnariat salarié (COPIESAS) (ex-Conseil supérieur de la participation) (depuis 2004) ;
- du Conseil national de l'insertion par l'activité économique (depuis 2009).

Isabelle Debré a également été membre du conseil d'administration de la RATP (2009-2014) et du Conseil d'Orientation des Retraites.
Depuis 1992, Isabelle Debré se consacre, à titre bénévole, à la lutte contre la maltraitance des enfants au sein de l’association L’Enfant Bleu-enfance maltraitée .
Elle a été la première porte parole du mouvement politique français Le chêne, fondé en octobre 2006, associé à l'UMP, se réclamant du gaullisme, à savoir d’une politique inspirée par Charles de Gaulle et dont la présidente est Michèle Alliot-Marie.
Elle soutient François Fillon pour la primaire présidentielle des Républicains de 2016.
Isabelle Debré est auditeur de l'Institut des hautes études de l'entreprise (IHEE - promotion 2007) et auditeur de la 61e session (cycle 2008-2009) de l'Institut des hautes études de défense nationale (IHEDN).

## Association
En mars 2018 elle est élue présidente de  l'association L'Enfant Bleu enfance maltraitée, dont elle est membre active depuis 1992.
Elle est présidente du prix de littérature politique Edgar Faure.
Elle est ambassadrice de l'association « 1 pour tous, tous pour l'autisme ».

## Décorations
Le 13 juillet 2019, Isabelle Debré est nommée chevalier de l'ordre national de la Légion d'honneur au titre de « ancienne vice-présidente du Sénat, ancienne sénatrice des Hauts-de-Seine ; 42 ans de services ».